# Ranunculus muscigenus
Ranunculus muscigenus W.T. Wang – gatunek rośliny z rodziny jaskrowatych (Ranunculaceae Juss.). Występuje endemicznie w Chinach, w południowo-wschodniej części Tybetu. 

## Morfologia
PokrójRoślina jednoroczna o nagich pędach. Dorasta do 1–5 cm wysokości.
LiścieSą potrójnie klapowane. Mają kształt od owalnego do romboidalnie owalnego. Mierzą 1,5–3 cm długości oraz 2–3 cm szerokości. Nasada liścia ma klinowy lub zaokrąglony kształt. Ogonek liściowy jest nagi i ma 0,5–1,5 cm długości.
KwiatySą pojedyncze. Pojawiają się w kątach pędów. Mają żółtą barwę. Dorastają do 3 mm średnicy. Mają 5 eliptycznych działek kielicha, które dorastają do 1 mm długości. Mają 5 owalnych lub eliptycznych płatków o długości 1–2 mm.

## Biologia i ekologia
Rośnie w lasach. Występuje na wysokości od 3200 do 3600 m n.p.m. Kwitnie w lipcu. 